# Керролл (округ, Кентуккі)
Шаблон:StateAbbr_ 38°40′ пн. ш. 85°08′ зх. д. / 38.67° пн. ш. 85.13° зх. д.
Округ  Керролл (англ. Carroll County) — округ (графство) у штаті  Кентуккі, США. Ідентифікатор округу 21041.

## Історія
Округ утворений 1838 року.

## Демографія
За даними перепису 
2000 року 
загальне населення округу становило 10155 осіб, зокрема міського населення було 4894, а сільського — 5261.
Серед мешканців округу чоловіків було 5107, а жінок — 5048. В окрузі було 3940 домогосподарств, 2723 родин, які мешкали в 4439 будинках.
Середній розмір родини становив 2,98.
Віковий розподіл населення поданий у таблиці:
| Стать    | До 15 років | 15-21 | 22-29 | 30-39 | 40-49 | 50-65 | 65-85 | Понад 85 |
| -------- | ----------- | ----- | ----- | ----- | ----- | ----- | ----- | -------- |
| Чоловіки | 1099        | 515   | 565   | 800   | 761   | 828   | 493   | 46       |
| Жінки    | 999         | 489   | 528   | 749   | 728   | 828   | 636   | 91       |

## Суміжні округи
- Джефферсон, Індіана — північ
- Світзерленд, Індіана — північний схід
- Ґаллатін — схід
- Оуен — південний схід
- Генрі — південь
- Трімбл — захід

## Виноски
1. ↑  U.S. Decennial Census. United States Census Bureau. Архів оригіналу за 26 квітня 2015. Процитовано 13 серпня 2014.
2. ↑  Historical Census Browser. University of Virginia Library. Архів оригіналу за 11 Серпня 2012. Процитовано 13 серпня 2014.
3. ↑  Population of Counties by Decennial Census: 1900 to 1990. United States Census Bureau. Архів оригіналу за 13 Жовтня 2014. Процитовано 13 серпня 2014.
4. ↑  Census 2000 PHC-T-4. Ranking Tables for Counties: 1990 and 2000 (PDF). United States Census Bureau. Архів оригіналу (PDF) за 18 Грудня 2014. Процитовано 13 серпня 2014.
5. ↑  State & County QuickFacts. United States Census Bureau. Архів оригіналу за 8 липня 2011. Процитовано 6 березня 2014.(англ.) Наведено за англійською вікіпедією.
6. ↑  American FactFinder. Бюро перепису населення США. Архів оригіналу за 29 липня 2011. Процитовано 31 січня 2008.

| США | Це незавершена стаття з географії США. Ви можете допомогти проєкту, виправивши або дописавши її. |